# Championnat d'Afrique féminin de softball
 (mars 2023).
Si vous disposez d'ouvrages ou d'articles de référence ou si vous connaissez des sites web de qualité traitant du thème abordé ici, merci de compléter l'article en donnant les références utiles à sa vérifiabilité et en les liant à la section « Notes et références ».
Le Championnat d'Afrique féminin de softball est une compétition continentale mettant aux prises les sélections nationales féminines de softball du continent africain  sous l'égide de WBSC Africa. La compétition est qualificative pour le Championnat du monde de softball.

## Palmarès
| Année              | Lieu           |                | Or             | Argent   | Bronze |
| ------------------ | -------------- | -------------- | -------------- | -------- | ------ |
| 2018, Détails (sk) | Afrique du Sud | Botswana       | Afrique du Sud | Zimbabwe |        |
| 2023 Détails       | Afrique du Sud | Afrique du Sud | Botswana       | Kenya    |        |